# Platymantis macrosceles
Platymantis macrosceles är en groddjursart som beskrevs av Richard G. Zweifel 1975. Platymantis macrosceles ingår i släktet Platymantis och familjen Ceratobatrachidae. IUCN kategoriserar arten globalt som otillräckligt studerad. Inga underarter finns listade i Catalogue of Life.